# André Lhote
Pour les articles homonymes, voir Lhote.
André Lhote, né à Bordeaux le 5 juillet 1885 et mort à Paris 16e le 24 janvier 1962, est un peintre, graveur, illustrateur, théoricien de l'art et enseignant français.
Il est l'un des représentants du mouvement cubiste.

## Biographie
André Lhote naît à Bordeaux le 5 juillet 1885. Fils d'un employé de la ville et d'une brodeuse, il passe dix ans en apprentissage chez un sculpteur décorateur et suit les cours de sculpture décorative à l'école des beaux-arts de Bordeaux jusqu'en 1904. C'est en lisant les Salons de Diderot, le Journal de Delacroix et les Curiosités esthétiques de Baudelaire qu'il vient à la peinture. Il s'installe à Paris en 1907. La galerie Eugène Druet organise sa première exposition en 1910.
Il se rattache au mouvement cubiste en 1912, avec sa toile Paysage français, cependant il rejette ce qu'il y a de trop abstrait dans cette forme de peinture et il cherchera toujours à conserver un lien avec la peinture classique, que ce soit par les sujets ou par la rigueur de ses compositions. Il veut inscrire la modernité, non pas dans la rupture, mais dans la continuité de la tradition.
Trois de ses œuvres sont exposées au Salon des indépendants en 1913.
Il est réformé en raison d'une maladie de la rétine et ne participe donc pas à la Première Guerre mondiale. Affecté à la préfecture de la Gironde, il partage le bureau de Georges de Sonneville avec qui il collabore.
En 1919, grâce à Jacques Rivière qu'il connaît, il tient une chronique de critique d'art dans La Nouvelle Revue française.
Dès 1918, il enseigne dans différentes académies jusqu'à la fondation, en 1922, de sa propre académie au 18, rue d'Odessa, dans le quartier du Montparnasse. Il y enseignera jusqu'à la fin de sa vie. Il réunit des textes de grands maîtres, parmi lesquels Léonard de Vinci, sous le titre De la palette à l'écritoire. L'essentiel de son enseignement réside dans ses deux traités : Traité du paysage et Traité de la figure.
Lhote organise également des stages d'été pour ses élèves dans la maison qu'il a achetée en 1926 à Mirmande dans la Drôme. À partir de 1940 et pendant toute l'Occupation, nombre d'artistes y trouveront refuge, comme Alexandre Garbell, Pierre Palué, Marcelle Rivier et Guy Marandet qui y demeureront.
En 1936, il est membre de la rédaction du journal communiste Ce soir, pour lequel il s'occupe de la rubrique artistique.
En 1938, il découvre Gordes où il achète une maison de style Louis XIII qu'il rénove. Il y réside, en alternance avec Mirmande, de 1939 à 1942. Il fait connaître à ses amis l'attrait du village. Marc Chagall, Jean Grenier, Willy Ronis et d'autres deviennent ses voisins. André Lhote donne également des conférences en France et dans d'autres pays, notamment en Belgique, en Angleterre, en Italie et, à partir des années 1950, en Égypte et au Brésil. En Égypte, Lhote travaille avec Effat Nagy et utilise l'archéologie égyptienne comme sujet de leur travail.
Dès ses débuts, André Lhote s'est senti très en phase avec le mot d'ordre du « tout décoratif » de l'Art déco. Il gardera jusqu'à la fin ce goût pour la décoration. C'est ainsi qu'il exécute les peintures murales de la faculté de médecine de Bordeaux en 1957.
André Lhote meurt dans le 16e arrondissement de Paris le 24 janvier 1962. Il est inhumé au cimetière du Montparnasse.

## Distinctions
- Officier de la Légion d'honneur, 1947.
- Chevalier de l'ordre de la Couronne de Belgique, 1931.

## Œuvres

### Publications
André Lhote a écrit des ouvrages théoriques importants sur la peinture moderne et des ouvrages de critique d'art.
- La peinture, le cœur et l'esprit. Correspondance inédite (1907-1924). André Lhote, Alain-Fournier, Jacques Rivière.
- Parlons peinture, Denoël Et Steele, 1936.
- Traité du paysage, Floury, 1939.
- Traité de la figure, Floury, 1950.
- Petits itinéraires à l'usage des artistes, 1943.
- Les Invariants plastiques, Hermann.
- Jean Paulhan, André Lhote : Correspondance, Gallimard, 2009.

### Ouvrages critique
- Corot, Stock, 1923.
- Les Peintres français nouveaux, Gallimard, 1926.
- Peinture d'abord, Denoël, 1942.
- De la palette à l’écritoire, anthologie d'écrits d'artistes, Corrêa, 1946.
- Les Chefs-d’œuvre de la peinture égyptienne, Hachette, 1954.
- La Peinture libérée, Grasset, 1956.
- André Lhote a pendant longtemps assuré la critique d'art dans La Nouvelle Revue française (NRF).

### Articles de presse
- « Naissance du cubisme », L'Amour de l'art, no 1, janvier 1933, pp. 215-220 (consulter en ligne).

### Illustrations
- Samuel Taylor Coleridge, The Rhyme of the Ancyent Marinere, in seven parts, illustrations par André Lhote, Paris, Émile-Paul Frères, 1920[9].
- Ouvrage collectif, Les colonies françaises, 21 illustrations par 21 artistes dont Hermine David, André Dignimont, Jean Dufy, Édouard Goerg, Pierre Hodé, Adré Lhote, tirage 921 exemplaires, Les Éditions de la Girafe, 1931 (édité pour l'Exposition coloniale de 1931).

### Cinéma
André Lhote joue son propre rôle dans le film Donne-moi tes yeux de Sacha Guitry en 1943.

## Collections publiques

### Belgique
- Liège, musée d'Art moderne et d'Art contemporain.

### Canada
- Québec, Musée national des beaux-arts du Québec[10].
- Vancouver, Galerie d'art de Vancouver.

### Espagne
- Madrid, Fundación Telefónica.

### États-Unis
- Boston, musée des Beaux-Arts.
- San Francisco, musée d'Art moderne.

### France
- Bordeaux, musée des Beaux-Arts[11] :
  - Le Port de Bordeaux ou le Bordeaux de ma jeunesse, 1918, huile sur contreplaqué[12] ;
  - Pins à Arcachon, 1948, huile sur toile[13] ;
  - La Porteuse de panier ou l'Arcachonnaise, 1905-1906, pastel sur papier[14] ;
  - Autoportrait, 1930, huile sur papier marouflée sur toile[15] ;
  - Portrait de Mademoiselle Hering, 1920, huile sur toile[16] ;
  - Bacchante, 1912, huile sur toile[17] ;
  - Marin à l'accordéon, 1920-1925, huile sur toile[18].
- Caen, musée des Beaux-Arts.
- Granville, musée d'Art moderne Richard-Anacréon : 
  - Femme à sa toilette, 1942, huile sur toile.
- Grenoble, musée de Grenoble.
- Le Havre, musée d'Art moderne André-Malraux.
- Marseille, musée Regards de Provence.
- Paris :
  - musée d'Art moderne de Paris.
  - musée national d'Art moderne :
    - La Veuve, 1910 ;
    - Escale, 1912 ;
    - Rugby, 1917 ;
    - Le Moulin à café, 1917 ;
    - Maisons à Mirmande, 1928 ;
    - Le 14 juillet à Avignon, 1930[19];
    - Femme à sa toilette, 1942 ;
    - La Vie de famille, 1942.
- Pau, musée des Beaux-Arts.
- Rennes, musée des Beaux-Arts.
- Valence, musée d'Art et d'Archéologie.

### Hongrie
- Budapest, musée des Beaux-Arts.

### Irlande du Nord
- Belfast, Ulster Museum.

### Royaume-Uni
- Londres, Tate Britain.

### Suède
- Stockholm, Waldemarsudde (en).

### Suisse
- Pully, musée d'Art de Pully[20].

## Collections privées référencées
- Pierre Maurs[21].

## Expositions

### Expositions personnelles
- Galerie Eugène Druet, Paris, du 7 au 19 novembre 1910.
- Galerie Galanis, Paris, du 10 au 31 mars 1956[22].

### Expositions collectives
- La jeune peinture française, galerie Manzi-Joyant, Paris, juin-juillet 1920[23].
- Erste internationale Kunstaustellung - Yves Alix, Pierre-Eugène Clairin, Marcel Gromaire, Pierre Hodé, Albert Huyot, André Lhote, Jean Lurçat, Maurice Utrillo, Henry de Waroquier, Dusseldorf, mai-juin 1922[24].
- « Les langages de la modernité », musée des Beaux-Arts de Bordeaux, du 6 avril au 3 septembre 2007.

## Élèves
- Émile Aebischer
- Yvette Alde
- Tarsila do Amaral (1886-1973), vers 1920[25]
- Jean-Pierre Ancel
- Béatrice Appia
- Graciela Aranis
- Hale Asaf
- Signe-Madeleine Barth
- Alf Bayrle (en)
- André Beauce
- Lucienne Berthon
- Jacques Bollo
- Philippe Bonnet
- Henri Cartier-Bresson
- Marianne Clouzot, en 1928
- William Crozier (en), en 1923
- Simone Desprez
- Bertrand Dorny
- Roger Eskenazi
- Robert-Lee Eskridge
- Serge Gainsbourg[26]
- William Geissler (en), en 1923
- William George Gillies (en), en 1923
- Henri Ginet
- Willy Guggenheim, dit Varlin
- Camille Hilaire
- William Klein
- Leif Knudsen
- Blanche Lazzell (1878-1956), en 1912
- Tamara de Lempicka (1898-1980)
- Alexander Liberman[27]
- Katherine Librowicz
- Roger Montané (1916-2002), en 1947
- Max von Mühlenen (en)
- Michel Patrix
- Geneviève Pezet
- Nicolas Poliakoff
- Samir Rafi
- Sabine René-Jean
- Arthur Rennert
- Marcelle Rivier
- Élisabeth Ronget
- Marie-Antoinette Rouilly Le Chevallier
- Kurt Seligmann
- Lino Enea Spilimbergo (en) (1926-1928)
- Pierre Théron, en 1942
- Michel Tyszblat
- Julie van der Veen
- Dario Villalba
- Robert Wehrlin
- Jean Weinbaum
- Anne Willette
- Elisa Elvira Zuloaga[28].